# 山代氏
山代氏（やましろし）は、「山代」を氏の名とする氏族。山城、山背とも表記する。

## 山城国
山代国造の国造氏族で、山城国に起こった。
『国造本紀』に「天一目命を以て山代国造と為す。すなわち、山代直の祖」とあり、『新撰姓氏録』の摂津国神別にも「天御影命十一世孫山代根子之後」を山代直としている。
天武天皇十三年に山背連を賜姓され、翌年には山背忌寸を賜った。一族の山代直大山はそれより遅れて天平二十年七月十日に山背忌寸を賜姓されている。子孫は山代宿禰になった。

## 肥前国
松浦党の支族の一つで、肥前国松浦郡山代に起こった。
松浦久の次男で松浦嫡流の御厨庄を相続した従五位、兵衛尉松浦直（安）の六男の山代囲（源六囲、山代源六囲）にはじまり、肥前国神埼郡を本拠地とする。同地の鳥羽院領神埼荘に荘官として下向した嵯峨源氏の源満末の武力的背景となる。
囲の子の源圓（源三圓、山代源三固）は、満末の孫の久直（蒲池久直）にはじまる筑後の蒲池氏の遺領を継ぎ（『筑後国史』）、山代氏は囲の子の廣（広）（山代源三廣）が継ぐ。廣の子の山代階（弥三階）は、元寇の時に松浦党として惣領の佐志房と共に戦い討ち死にしている。
鎌倉幕府が滅び南北朝時代になると、山代弘は同族の松浦勝・志佐有・有田持・波多武などと共に北朝方に属し、1359年（延文4年）の筑後川の戦い（大保原の戦い）では北朝の少弐頼尚の下に戦った。
戦国時代においては、主君の少弐氏が中国地方の大内氏に圧迫され、大内氏の意を受けて謀反を起こした龍造寺氏に滅ぼされた。その後大内氏と対抗する豊後の大友義鎮が有馬氏と共に少弐氏の再興を図り、山代清は波多鎮、松浦親、伊万里直などとこれに加わり龍造寺氏に対抗したが、波多氏、鶴田氏などが龍造寺方に寝返ったことからこの企ては失敗し、また肥前は龍造寺氏の制圧下に入った。
豊臣秀吉の九州平定の時、山代貞（孫七貞）は、本領を安堵され、山代氏はその後、佐賀藩の鍋島氏に仕えた。
山代氏の史料としては、膨大な『山代文書』がある。

## 河内国
『新撰姓氏録』によると、春秋戦国時代の魯の白竜王（はくりゅうおう）を祖とする。姓ははじめ直であるが、『続日本紀』によると忌寸の姓を賜わる。氏名は本拠地とされる河内国石川郡山代郷の地名に基づく。一族の代表的人物に山代大村があり、河内国石川郡山代郷の戸主で『正倉院文書』の勘籍に名がみえる。